# Hans Behrendt (Offizier)
Hans Behrendt (* 28. Juli 1892 in Breslau; † 24. Juli 1959 in Schulenburg) war ein Offizier und Flugzeugführer in der Luftwaffe der Wehrmacht.

## Leben
Behrendt diente in den Luftstreitkräften des Deutschen Kaiserreichs im Ersten Weltkrieg. Nach Kriegsende wurde er in die Reichswehr übernommen, wo er am 1. Oktober 1933 zum Hauptmann befördert wurde.
Am 1. Oktober 1934 wechselte er als Major zur neu entstandenen Luftwaffe und ging als Referent ins Reichsluftfahrtministerium. Danach, zum 1. Juni 1935, übte er die Funktion eines Lehrers für Luftaktik in der Fliegergruppe Tutow aus und erreichte dort am 1. Oktober 1936 den Rang eines Oberstleutnants. Am 1. März 1937 übernahm er die Führung der III. Gruppe des Kampfgeschwaders 355, des späteren Kampfgeschwaders 53 und war gleichzeitig Kommandant des Fliegerhorstes Giebelstadt. Im Jahre 1938 wurde er Geschwaderkommodore des Kampfgeschwaders 157, ab 30. April 1939 umbenannt in Kampfgeschwader 27. Dieses Geschwader, ausgestattet mit dem zweimotorigen Kampfflugzeug Heinkel He 111, führte er beim deutschen Überfall auf Polen und im Westfeldzug. Zum 22. Juni 1940 verließ er das Geschwader und übernahm die Führung der Luftkriegsschule 3 in Werder mit unterstellten Fliegerhorst. Zum 11. November 1940 wechselte er in gleicher Funktion auf die Große Kampffliegerschule 2 (KFS 2) in Hörsching und wurde dort am 1. November 1941 zum Generalmajor befördert. Zum 11. August 1942 erfolgte ein Namenswechsel in Kampfbeobachterschule 2. Am 12. September übernahm er die Funktion eines Inspizienten des Personals der Luftwaffe. Nach seiner Beförderung zum Generalleutnant am 1. Oktober 1943 blieb er im Oberkommando der Luftwaffe (OKL) und wurde am 16. April 1944 General für den Personaleinsatz der Luftwaffe und zeitgleich Amts-Chef/OKL-Wehramt. Am 20. April 1945 wurde er von allen Ämtern entbunden und in die Führerreserve versetzt. Am 8. Mai 1945, nach der bedingungslosen Kapitulation der Wehrmacht kam er in US-amerikanische Kriegsgefangenschaft, aus der er am 15. März 1949 entlassen wurde.